# Assalé Tiémoko Antoine
Assalé Tiémoko Antoine, également connu sous le nom de Tiémoko Assalé, né le 30 décembre 1975 à Tiassalé, est un homme politique, journaliste et activiste ivoirien. Il est député-maire de Tiassalé et président du mouvement politique "Aujourd'hui et Demain, la Côte d'Ivoire (ADCI).

## Biographie
Assalé Tiémoko Antoine est né le 30 décembre 1975 en Côte d'Ivoire, à Tiassalé au sud du pays. Il est un juriste de formation.

### Formations et débuts
Assalé Tiémoko obtient une maîtrise en sciences juridiques, administratives et politiques à l’Université de Cocody à Abidjan. Son engagement pour la justice se manifeste rapidement à travers ses activités de journaliste d’investigation, où il dénonce la corruption dans divers secteurs de la société ivoirienne[réf. nécessaire].

### Arrestation
Le 26 décembre 2007, il est arrêté après la publication d’un article dénonçant la corruption dans le système judiciaire. Condamné à 12 mois de prison, il est incarcéré à la Maison d’Arrêt et de Correction d’Abidjan (MACA). Durant sa détention, il agit comme conseiller juridique pour d’autres détenus, facilitant la libération de plus de 60 personnes injustement emprisonnées, en collaboration avec la division des droits de l’homme de l’ONUCI.
Son article, Maca, le silence des vivants, le cri des morts, publié depuis la prison, entraîne des réformes importantes dans les conditions de détention, notamment la réhabilitation de l’infirmerie et de la morgue de la MACA.
En 2009, il publie son premier livre, Prisonnier en Côte d’Ivoire : j’ai vécu l’enfer de la Maca, relatant son expérience carcérale.
Il crée également SOS justice côte d'Ivoire, une organisation non gouvernementale qui œuvre pour les droits de l'homme (prisonniers) et de l'assistance judiciaire.
Il est responsable d'une association de lutte contre les injustices et le chômage appelée Ma Vie est dans ma Prise de Conscience" (MVPC).

## Carrière journalistique
En 2011, il fonde l’hebdomadaire L’Éléphant Déchaîné, connu pour ses enquêtes approfondies et son indépendance éditoriale. Ce journal devient une référence dans le paysage médiatique ivoirien pour sa lutte contre la corruption et les abus de pouvoir.

## Engagement citoyen
En septembre 2020, Assalé Tiémoko, maire de Tiassalé, lance une réforme des Comités de gestion des établissements scolaires publics (COGES). Cette initiative débute par la suppression des cotisations dans les écoles publiques de sa commune. En décembre 2020, la réforme est étendue à l’ensemble du territoire ivoirien avec le soutien du président de la République,. Cette mesure, visant à supprimer les cotisations COGES, a eu un impact social notable : elle a renforcé le pouvoir d'achat des parents d'élèves, tout en encourageant la scolarisation, en particulier celle des filles.
En avril 2023, le député Assalé Tiémoko proteste contre la décision des trois principaux opérateurs de téléphonie en Côte d’Ivoire de doubler les tarifs des données mobiles, une mesure approuvée par l'autorité de régulation des télécommunications. À travers un boycott citoyen initié par le député de Tiassalé, cette hausse des prix est suspendue, puis définitivement annulée,. Cette action a permis de préserver le droit des consommateurs ivoiriens à un accès abordable à l’information en ligne.

## Engagement politique
Il crée également SOS justice côte d'Ivoire, une organisation non gouvernementale qui œuvre pour les droits de l'homme (prisonniers) et de l'assistance judiciaire. Il est responsable d'une association de lutte contre les injustices et le chômage appelée Ma Vie est dans ma Prise de Conscience" (MVPC).
Après un premier échec aux législatives de 2016, Assalé Tiémoko est élu maire de Tiassalé en 2018. Il transforme la commune en un modèle de bonne gouvernance locale, en développant des infrastructures et en mettant l’accent sur la participation citoyenne. En 2021, il est élu député, poursuivant son combat pour la transparence et la justice sociale au niveau national.
En juin 2023, sous son impulsion, le Centre d’Imagerie Médicale de l’hôpital général de Tiassalé est inauguré. Il est réélu maire de Tiassalé en décembre 2023,.

### Aujourd'hui et Demain, la Côte d'Ivoire (ADCI)

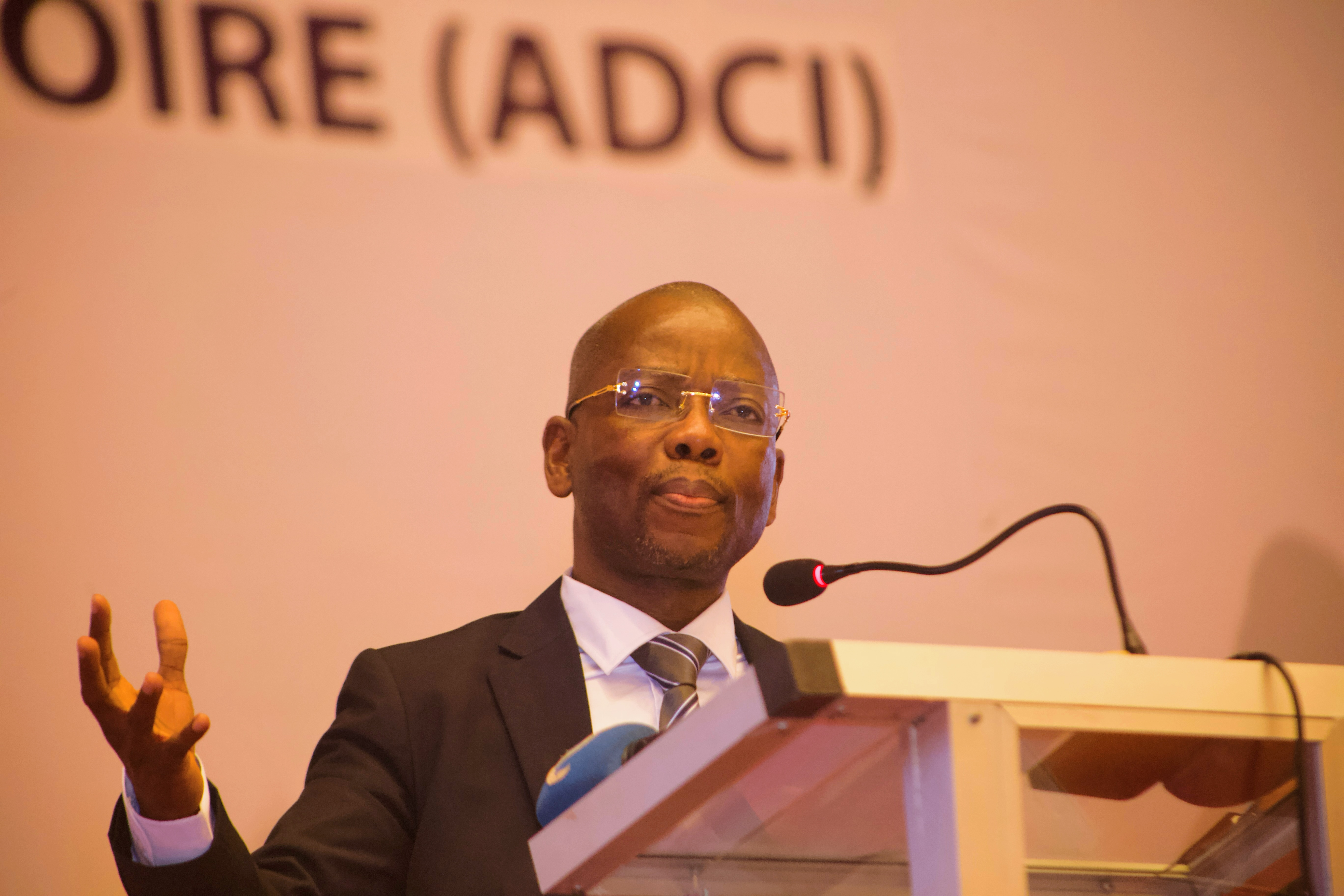
Assalé Tiémoko lors du lancement officiel de ADCI, le 23 novembre 2024, à Yamoussoukro

Le 2 juin 2024, Assalé Tiémoko crée son mouvement politique, Aujourd’hui et Demain, la Côte d’Ivoire (ADCI), lors d'une assemblée générale constitutive tenue à Yamoussoukro. Avec pour slogan « Construire une société de confiance », ce mouvement promeut l’éducation, la célébration du mérite et la lutte contre la corruption.
Le lancement officiel de ADCI se déroule le 23 novembre 2024, à la Fondation Félix Houphouët Boigny pour la recherche de la paix, à Yamoussoukro. Lors de son discours, Assalé Tiémoko a déclaré que ADCI se positionne comme une plateforme politique de rupture, prônant une société plus inclusive où les citoyens peuvent pleinement contribuer au développement de la nation.
Dans le cadre de la présidentielle de 2025, Assalé Tiémoko déclare que ADCI se veut un acteur clé, bien qu'il n'ait pas encore clairement annoncé une éventuelle candidature. Il a toutefois déclaré que cette échéance était une opportunité pour réfléchir aux stratégies politiques visant un avenir durable pour la Côte d'Ivoire.

### Élection présidentielle de 2025
Le 14 juin 2025, à Yamoussoukro lors des célébrations de l'an 1 d'existence de son mouvement politique, Assalé Tiémoko annonce sa candidature à l'élection présidentielle d'octobre 2025,. Il justifie cette candidature par un besoin d’alternance au sommet de l’état, d’un renouvellement générationnel de la classe politique et une implication forte des citoyens dans la construction d’une nation débarrassée du tribalisme et de la corruption.
Dans la dynamique de cette candidature, il s’associe à Vincent Toh Bi Irié, ancien préfet d’Abidjan et également candidat déclaré à la présidentielle, pour lancer une nouvelle coalition politique : l’Alliance pour la Justice, la Nation et l’Alternance (AJUNA). Cette plateforme vise à promouvoir une gouvernance basée sur la transparence, l’équité et le renouvellement de la classe politique ivoirienne.

## Publications
- Prisonnier en Côte d’Ivoire : j’ai vécu l’enfer de la Maca (2009)
- Faux modèles : chroniques des valeurs égorgées (2018)

## Distinctions et initiatives internationales
Assalé Tiémoko participe au programme Young African Leaders Initiative (YALI) aux États-Unis en 2010. Il est également reconnu comme "Nouveau Leader du Futur" par le Forum de Crans Montana, auquel il participe à plusieurs reprises entre 2012 et 2015.